# Biserka Težački-Kekić
Biserka Težački-Kekić (Biserka Težački Kereša) (Varaždin, 1961.), hrvatska je pjesnikinja. Živi u Knegincu Gornjem.
Objavila je šest zbirka pjesama: Potreba izražavanja (1987.), Nedovršeni razgovor (1994.), Pjesnik i sjena (1998.), Vrtlog meteora, pjev ljubavnih zvijezda (2001.), Čudo šumine košare (2009.). S Duškom Šojlevim objavila je grafičko-pjesničku mapu Skupina slova sa značenjem. Piše duhovno-refleksivne pjesme i na kajkavskom narječju hrvatskog jezika.
1980. je godine dobila drugu nagradu Goranova proljeća.
Nalazi se u antologiji Ivana Grljušića Ruža, ruže, ruži: ruža u hrvatskome pjesništvu, od početaka do danas iz 2005. godine, zbirci pjesama Jučer bih umro za te, a danas jer te nema prireditelja Mladena Pavkovića. Sudionica je recitala duhovno-refleksivnog pjesništva "Josip Ozimec" koji se održava u Mariji Bistrici.

## Vanjske poveznice
- Osobne stranice